# Höktjärnarna (Bjärtrå socken, Ångermanland)
Höktjärnarna är en sjö i Kramfors kommun i Ångermanland och ingår i Ångermanälvens huvudavrinningsområde.